# پادشاهی نورثامبریا
پادشاهی نورثامبریا حکومتی از نژاد آنگل‌ها بود که در قرون وسطی در قسمت شمالی انگلستان کنونی و جنوب شرقی اسکاتلند امروزی قرار داشت. این حکومت در نهایت تبدیل به یکی از ارلنشین‌های پادشاهی متحد انگلستان شد. نام این پادشاهی نشان از محدودهٔ جنوبی آن یعنی مصب رود هامبر دارد.
نورثامبریا توسط اتلفریث در زمان آنگلوساکسون‌ها تشکیل شد. در نخستین سال‌های سدهٔ ۷ میلادی دو پادشاهی برنیسیا و دیرا با هم متحد شدند. این پادشاهی در اوج اقتدار خود به رود مِرزی و به خور فورث رسید. منابعی نیز موجود است که اندازهٔ آن را بزرگتر می‌دانند. نورثامبریا زمانی به یک ارل‌نشین تقلیل یافت که بخش جنوبی آن (دیرای سابق) به دست دانلاوها افتاد. بخش شمالی (برنیسیای سابق) در آغاز، وضعیت پادشاهی خود را بازیافت اما هنگامی که تابع پادشاهی دانمارک شد، اختیاراتش تا حد یک ارل‌نشین کم شد. پس از آنکه انگلستان به رهبری وسکس متحد شد و دانلاو بار دیگر فتح شد، برنیسیا دوباره وضعیت خود را بازیافت. این ارل‌نشین از جنوب به رود تیز و از شمال به رود توئید محدود می‌شود.
بسیاری از این سرزمین‌ها مورد مجادله بین انگلستان و اسکاتلند بودند اما در نهایت در سال ۱۲۳۷ میلادی با عقد پیمان یورک بین انگلیسی‌ها و اسکات‌ها، ارل‌نشین نورثامبریا به عنوان بخشی از انگلستان شناخته شد. در مرز شمالی، برویک-آپون-توید، که شمال توئید می‌باشد اما بارها دست به دست شده‌است، بنابر قانون ولز و برویک در سال ۱۷۴۶، تابع قوانین انگلستان شناخته شد. این سرزمین که در زمان اوج قدرتِ نورثامبریا جزئی از آن بود، امروزه توسط تقسیمات اداری به چند بخش تقسیم شده‌است:
- شمال شرقی انگلستان
- یورک‌شر و هامبر به غیر از لینکلن‌شر شمالی و لینکلن‌شر شمال شرقی
- شمال غربی انگلستان از جمله کامبریا. این در حالی است که کامبریا بیشتر یکی از مستعمرات نورثامبریا به‌شمار می‌رفت که در بخش اعظم قرون وسطای آغازین دارای پادشاهان تابع بود.
- اسکوتیش بوردرز، لوتیان غربی، ادینبرو، میدلودین و لوتیان شرقی

امروزه از نورثامبریا در نامگذاری برخی نهادهای محلی استفاده می‌شود؛ مثل: نیروهای پلیس (پلیس نورثامبریا، که شامل نورث‌آمبرلند و تاین و ور می‌شود) و یک دانشگاه (دانشگاه نورثامبریا) در نیوکاسل-آپون-تین. ادارهٔ محیط زیست این منطقه که در پارک بیزنس نیوکاسل قرار دارد از نام نورثامبریا روی علامت خود استفاده می‌کند. این نام جزو نام‌هایی نیست که پادشاهی متحد بریتانیا و اتحادیه اروپا آن را از لحاظ جغرافیایی به رسمیت بشناسند.